# Sœurs de Saint Joseph de Gérone
Les sœurs de saint Joseph de Gérone (en latin : Religiosarum a Sancto Ioseph de Gerona) sont une congrégation religieuse féminine enseignante et hospitalière de droit pontifical.

## Historique
En 1865, Marie Gay i Tibau (es) (1813-1884) organise une association de femmes à Gérone pour visiter et prendre soin des malades et des mourants. En 1870, les femmes, appelées populairement « veilleuses des malades », sont autorisées à mener une vie fraternelle en communauté et puisque cette année-là le pape Pie IX déclare saint Joseph patron de l'Église universelle, l'association se place sous le patronage de ce saint.
À la communauté de Gérone se joignent des associations déjà actives à Solsona et à Olot ; le 19 mars 1885, Tomás Sivilla y Gener, évêque de Gérone, accorde l'approbation diocésaine à la congrégation. L'expansion rapide qui caractérise les premières années de l'institut s'interrompt vers 1900 mais reprend dans les années 1920, lorsque des succursales sont également ouvertes à l'étranger (en 1922 en Colombie, en 1924 en France). 
La congrégation reçoit le décret de louange le 16 janvier 1928 et ses constitutions religieuses sont définitivement approuvées par le Saint-Siège le 16 juin 1936. 
Trois sœurs de cette congrégation, Fidela Oller, Josefa Monrabal et Facunda Margenat, martyres sous la guerre civile espagnole, sont béatifiées le 5 septembre 2015 à Gérone par le cardinal Angelo Amato au nom du pape François.

## Activités et diffusion
Les sœurs de saint Joseph de Gérone se consacrent aux soins des malades et à l'enseignement. 
Elles sont présentes en: 
- Europe : Espagne, France, Italie.
- Amérique :  Argentine, Colombie, Équateur, Mexique, Pérou.
- Afrique : Cameroun, République Démocratique du Congo, Guinée Équatoriale, Rwanda.

La maison généralice est à Madrid. 
En 2017, la congrégation comptait 409 sœurs dans 54 maisons.